# Бандаранаике, Анура
Анура Приядарши Соломон Диас Бандаранаике (там. அனுரா பண்டாரநாயக்கா; 15 февраля 1949, Галле, доминион Цейлон — 16 марта 2008, Коломбо, Шри-Ланка) — ланкийский политический деятель, бывший министр иностранных дел Шри-Ланки (2005).

## Биография
Представитель политической династии Бандаранаике — сын бывших премьер-министров Шри-Ланки — Соломона Бандаранаике и Сиримаво Бандаранаике, младший брат экс-президента страны Чандрики Кумаратунга.
Получил историческое и политологическое образование в Оксфордском университете.
С 1977 г. — депутат Национального Народного собрания (парламент) Шри-Ланки.
В 1983—1988 гг. — лидер парламентской оппозиции.
В 1993—1994 гг. — министр высшего образования.
В 1994—2000 гг. снова в оппозиции,
в 2000—2001 гг. — председатель Национального Народного Собрания.
В 2004—2007 гг. — министр туризма, одновременно в августе-ноябре 2005 г. — министр иностранных дел Шри-Ланки.
В 2007 г. — министр по вопросам национального наследия.